# Epidendrum manarae
Epidendrum manarae är en orkidéart som beskrevs av Ernesto Foldats. Epidendrum manarae ingår i släktet Epidendrum och familjen orkidéer. Inga underarter finns listade i Catalogue of Life.